# Письменний Володимир Васильович
Володимир Васильович Письменний (12 червня 1904 — 13 лютого 1940) — радянський військовик, командир стрілецького батальйону 588-го стрілецького полку 90-ї стрілецької дивізії (13-та армія Північно-Західного фронту), старший лейтенант. Герой Радянського Союзу (1940).

## Біографія
Народився 12 червня 1904 року в місті Севастополі в родині робітника. Росіянин. Отримав середньо-технічну освіту.
До лав РСЧА призваний у 1939 році. Того ж року закінчив військове піхотне училище. Учасник радянсько-фінської війни.
Особливо відзначився 13 лютого 1940 року. Батальйон під його командуванням отримав завдання зайти у тил супротивника в районі села Мерка. Бійці фінської армії, чинячи спротив, намагались оточити і знищити бійців батальйону. Командир батальйону старший лейтенант В. В. Письменний особистим прикладом вів солдатів у бій, під час якого загинув.
Похований у братській могилі в селищі Солдатське Виборзького району Ленінградської області Росії.

## Нагороди
Указом Президії Верховної Ради СРСР від 7 квітня 1940 року за мужність і відвагу, виявлені у боях з білофінами, старшому лейтенантові Письменному Володимиру Васильовичу присвоєне звання Героя Радянського Союзу (посмертно).